# Geldangebot
Unter dem Geldangebot versteht man die Geldmenge, die innerhalb einer Volkswirtschaft von der Zentralbank und den Geschäftsbanken angeboten wird. Dem Geldangebot steht auf dem Geldmarkt die Geldnachfrage gegenüber.
Wegen der weltweit praktizierten Geldpolitik der Zinssteuerung durch die Zentralbanken bestimmen die Leitzinsen das Geldangebot. Geschäftsbanken können sich zum Leitzins so viel Geld beschaffen, wie für ihre Zwecke erforderlich. Es wird dann in diesem Umfang von der Zentralbank geschöpft. Somit sind die verschiedenen Geldmengen endogene Größen des Wirtschaftssystems abhängig vom Zinsniveau, welches von den Zentralbanken zum Zweck der Inflationssteuerung dominiert wird.

## Allgemeines
Die übrigen Marktteilnehmer auf dem Geldmarkt, wie Geschäftsbanken (alle Kreditinstitute ohne Bundesbank), Unternehmen des Nichtbankensektors sowie der Staat mit seiner Untergliederung (öffentliche Verwaltung, Staatsunternehmen) spielen eine wichtige Rolle bei der Bestimmung des Geldangebots. Die Faktoren Geldbasis, Bargeldquote und Mindestreservesatz sind bei der Steuerung des Geldangebots zu berücksichtigen.
Geld ist im Bankensystem bilanziell ein Passivum, denn es steht in Form von Bargeld bei der Zentralbank und als Sichteinlagen bei Geschäftsbanken auf der Passivseite der Bilanzen. Geldangebot ist also bilanziell die Bereitschaft des Bankensystems, Geld darstellende Passiva zu akzeptieren und damit zu erzeugen.

## Geschichte
Die Erkenntnis, dass die Geldnachfrage für die Höhe des Preisniveaus nicht weniger bedeutsam sei als das Geldangebot, und ihre Einbeziehung in die Geldtheorie war vor allem das Verdienst von William Petty, John Locke, Richard Cantillon und David Hume. Petty kam bereits 1682 zur Erkenntnis, dass die erforderliche Geldmenge (Geldangebot) kleiner sei als die jährlichen Einkommen. Er hielt eine Geldmenge in Höhe von der Hälfte der jährlichen Pachtzahlungen plus einem Viertel der Jahresmieten zuzüglich der Ausgaben der Gesamtbevölkerung pro Woche plus ¼ des jährlichen Exportwertes für ausreichend. Locke wusste bereits 1691, dass der Zinssatz auf dem Markt durch das Geldangebot und die Geldnachfrage bestimmt würde; bei gegebener Geldmenge käme der Geldnachfrage die alleinige Wirksamkeit auf die Zinshöhe zu. Cantillon erkannte 1734 (veröffentlicht 1755), dass eine positive Zahlungsbilanz zu einem höheren Geldangebot im Inland führt, wodurch langfristig auch die Preise steigen. Ein Exportüberschuss vergrößert das Geldangebot, was letztlich zu Zinssenkungen führt und so die Investitionsneigung anregt. Er erkannte damit die inflatorische Folge eines steigenden Geldangebots, wies jedoch auf die Möglichkeit des Sparens hin. Montesquieu zog außer Angebot und Nachfrage nach jedem einzelnen Gut auch das Geldangebot und die Geldnachfrage zur Erklärung der Preise heran und versuchte, das angemessene Geldangebot in ein festes Verhältnis zur Größe der gesamten Wirtschaft zu setzen. Für ihn war das Geldangebot identisch mit der gesamten Gold- und Silbermenge, die Geldnachfrage gleich der Gesamtsumme der wirtschaftlichen Güter. Ohne die Umlaufgeschwindigkeit des Geldes zu bedenken, forderte er 1748 in seinem Buch Vom Geist der Gesetze, dass die Geldmenge stets der Gütermenge entsprechen müsse.
Die Currency-Theorie (Vertreter vor allem: Henry Thornton und David Ricardo) sah seit 1809 das Geldangebot als exogen (durch die Geldpolitik bestimmt) an, weil die Zentralbank die Geldmenge autonom bestimme, das Geld entstehe erst durch das Geldangebot. Für Ricardo entsprach die vorhandene Geldmenge (Geldangebot) dem Geldbedarf (Geldnachfrage). Die Banking-Theorie (Vertreter vor allem: Thomas Tooke, John Fullarton) ging ab 1844 dagegen davon aus, dass die Geldnachfrage ein entsprechendes Geldangebot schaffe, so dass das Geld durch Geldnachfrage auf dem Geldmarkt entstehe (endogen). Der Banking-Theorie zufolge stehen hinter jeder Geldnachfrage güterwirtschaftliche Vorgänge, so dass die Kredite nach Abschluss der mit der Güterproduktion verbundenen Transaktionen automatisch wieder zurückfließen (englisch law of reflux; Fullartonsches Rückstromprinzip).
Irving Fisher analysierte 1911 das Geldangebot (das Angebot von Zahlungsmitteln) durch die Untersuchung der Umlaufgeschwindigkeiten, des Verhältnisses des Scheck- zum Geldumlauf sowie der Wirkung der Währungssysteme. Nach seiner Quantitätsgleichung muss das Produkt aus der Geldmenge und ihrer Umlaufgeschwindigkeit identisch sein mit dem Produkt aus Preisniveau und Handelsvolumen, die Finanzwirtschaft stimmt also mit der Realwirtschaft überein.
Milton Friedman vertrat 1970 die These, dass die Zentralbank eine Geldvermehrung herbeiführen könne, die sich nicht am Wachstum der Geldnachfrage orientiere. Durch das zusätzliche Geldangebot sinken die Zinsen, die Wirtschaftssubjekte seien jedoch nicht bereit, den größeren Teil der zusätzlichen Zahlungsmittel als Kasse zu halten, weil die wichtigeren Determinanten der Geldnachfrage – Realeinkommen und Preise – vom größeren Geldangebot zunächst nicht berührt würden.

## Entstehung des Geldangebots
Angeboten, also „produziert“, wird Geld in modernen Volkswirtschaften von der Zentralbank und den Geschäftsbanken. Entsprechend unterscheidet man beim Geldangebot zwischen Zentralbankgeld und Geschäftsbankengeld.

### Zentralbankgeld
Die Zentralbank ist der alleinige Emittent von Zentralbankgeld. Sie steuert das Zinsniveau durch Leitzinssetzungen im Rahmen ihrer Geldpolitik. Die Europäische Zentralbank (EZB) orientiert ihre Geldpolitik primär an ihrem Ziel der Preisniveaustabilität, andere Zentralbanken darüber hinaus auch an Wachstums- oder Beschäftigungszielen. Die EZB strebt ein Inflationsziel von 2 % an.

### Geschäftsbankengeld

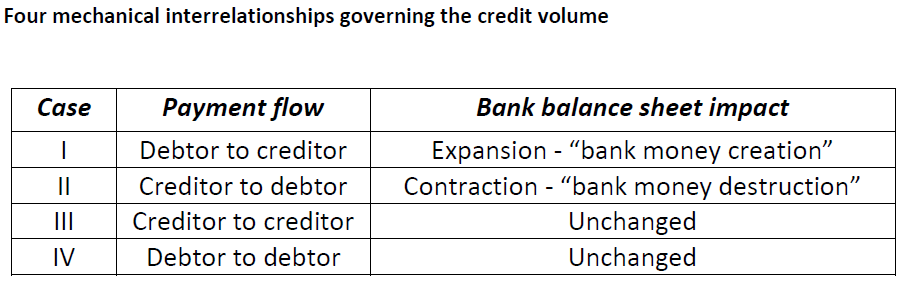
Zu Schöpfung, Vernichtung von Giralgeld (sowie zu keiner Veränderung der Giralgeldmenge im Fall von Wirtschaftskrisen, allgemein bei Zahlungen von Debitoren an Debitoren).

Das Geschäftsbankengeld entsteht entweder durch aktive Giralgeldschöpfung oder durch passive Giralgeldschöpfung. Letztere liegt vor, wenn Nichtbanken Bareinzahlungen auf ihr Bankkonto bei einer Geschäftsbank vornehmen oder Überweisungen von ihrem Zentralbank-Konto auf ihr Geschäftsbankkonto tätigen. Im Falle der aktiven Giralgeldschöpfung ermöglicht das Kreditgeschäft der Geschäftsbanken deren Kreditnehmern, Zahlungen an Zahlungsempfänger zu leisten, die sich bei den Zahlungsempfängern als zusätzliche Sichteinlagen niederschlagen.

## Geldmarktgleichgewicht
Das Geldmarktgleichgewicht stellt sich auf dem Geldmarkt ein, wenn die Geldnachfrage {\displaystyle L} mit dem Geldangebot {\displaystyle M} übereinstimmt:
{\displaystyle L=M}.
Diese so genannte LM-Funktion führt weder zu Inflation noch zu Deflation auf dem Gütermarkt. Stimmen Geldnachfrage und Geldangebot nicht überein, liegt entweder eine Geldlücke
{\displaystyle L>M}
oder umgekehrt ein Geldüberhang vor. Geldlücke oder Geldüberhang erzeugen inflatorische oder deflatorische Wirkungen und werden deshalb im Rahmen der Geldpolitik von den Zentralbanken durch Steuerung des Geldangebots beseitigt.

## Zinssteuerung
Die Zentralbank nimmt vor allem die Möglichkeit wahr, die Geldmenge innerhalb der Volkswirtschaft über den s. g. Leitzins zu variieren. Dabei wird der Zinssatz für die Kredite, zu dem die Geschäftsbanken von den Zentralbanken leihen, der jeweiligen Wirtschaftssituation angepasst. So kann – muss aber nicht – durch Senkung des Leitzinses eine erhöhte Nachfrage von Krediten durch die Geschäftsbanken generiert werden. Das hat wiederum zur Folge, dass eine erhöhte Geldmenge zur Verfügung steht. Den umgekehrten Effekt hat demzufolge die Erhöhung des Leitzinses, dem Geldmarkt wird Geld entzogen, da die allgemeine Nachfrage an Krediten sinkt, dafür steigen aber die Zinsen für die Einlagen bei den Geschäftsbanken. Bei höheren Zinsen wird Sparen attraktiver. Damit übt die Zentralbank eine stabilisierende Wirkung auf Inflation bzw. Deflation aus.

## Faktoren

### Geldbasis
Die Geldbasis {\displaystyle {\text{B}}} ist als Bestimmungsgröße für die Giralgeldschöpfungs-Möglichkeiten der Geschäftsbanken ein wichtiger Bestandteil zur Berechnung der Geldmenge M1. Das Bargeld {\displaystyle {\text{BG}}} aus Haushalten und Unternehmen, addiert mit den Mindestreserven der Geschäftsbanken {\displaystyle {\text{RB}}}, die bei der Zentralbank gehalten werden, stellen in der Summe die Geldbasis dar:
{\displaystyle {\text{B}}={\text{BG}}+{\text{RB}}}.
Daraus ergibt sich ein Zusammenhang zwischen Geldbasis und Geldmenge. Zur Berechnung der Geldmenge {\displaystyle {\text{M1}}} benötigt man noch den Geldschöpfungsmultiplikator {\displaystyle {\text{m1}}}:
{\displaystyle {\text{M1}}={\text{m1}}\cdot {\text{B}}}.
Der darin enthaltene Geldschöpfungsmultiplikator {\displaystyle {\text{m1}}} errechnet sich wie folgt:
{\displaystyle {\text{m1}}={\frac {1}{b+r\cdot (1-b)}}}.
Darin sind der Bargeldanteil {\displaystyle b} sowie der Mindestreservesatz {\displaystyle r} berücksichtigt. Bei der Berechnung des Geldschöpfungsfaktors werden zur Vereinfachung Termingeld- (M2) und Spareinlagen (M3) vernachlässigt.

### Bargeldquote
Die Bargeldquote {\displaystyle b} ist der berechnete Anteil an der gesamten Geldmenge, die Haushalte und Unternehmen als Bargeld halten wollen:
{\displaystyle b={\frac {\text{BG}}{\text{M1}}}}.
Die Bargeldquote findet Anwendung als Verhaltensparameter der Haushalte und Unternehmen. Eine hohe Bargeldquote bedeutet, dass Haushalte und Unternehmen wenig Geld ausgeben bzw. investieren. Eine niedrige Bargeldquote bedeutet hingegen, dass Haushalte und Unternehmen einen hohen Teil ihres Geldes ausgeben.

### Mindestreservesatz
Der Mindestreservesatz {\displaystyle r} der Geschäftsbanken gibt an, welchen Anteil diese Reserven ({\displaystyle {\text{RB}}}) auf den nicht-baren Teil (Sichteinlagen) des gesamten Geldbestandes ausmachen. Dieser berechnet sich wie folgt:
{\displaystyle r={\frac {\text{RB}}{(1-b)\cdot {\text{M1}}}}}
Der Wert des Reservesatzes wird somit durch die Mindestreservevorschriften der Zentralbank und die Geschäftspolitik der Kreditinstitute bestimmt. Die Reservehaltung der Geschäftsbanken und die Bargeldhaltungswünsche der Nichtbanken begrenzen somit als Ursache die Möglichkeit der Geldschöpfung.